# Sigfús Sigurðsson
Sigfús Sigurðsson (Reykjavík, 7 de maio de 1975) é um ex-handebolista profissional islandês, medalhista olímpico.
Sigfús Sigurðsson fez parte do elenco da inédita medalha de prata, em Pequim 2008.